# Чыла шав
Чыла шав (тал. Чылə шəв, Чылə, Cylə šəv, Cylə) — талышский национальный праздник, отмечаемый в ночь с 21 на 22 декабря. Чыла шав («Ночь чыла») отмечается в самую длинную ночь года (зимнее солнцестояние) и занимает особое место в талышском календарном цикле. Знаменует победу Добра (солнечного света, рассвета) над Злом (ночью, темными силами) и возрождение сил в ожидании зимы, самой суровой поры года, за которой наступит новый год, весна, пробуждение природы.

## Празднование
В эту ночь в ожидании рассвета взрослые рассказывают детям народные сказки и легенды, дети поют песни и устраивают разные игры и забавы. До Чыла шав в каждом доме хранится хотя бы один арбуз, если нет арбуза то тыкву или дыню, которые разрезают в эту ночь. Арбуз символизирует Солнце, которому посвящен этот праздник. Рассвет знаменует собой победу добра над злом и рождение Солнца. Старый обычай утверждает, что дыня (или арбуз), съеденная в эту ночь, поможет против всех болезней. Также символом этой ночи является гранат. У талышей большее значение имеют ночи накануне праздников (талыш. идә шәв) — Кулә шәв (ночь накануне последней среды года), к примеру, важнее Кулә ид, Чылә шәв важнее Чылә ид.
Талыши готовят дичь именно в зимний период года, и именно на Чыла шав талыши готовят «чылыма». «Чылыма»  - особое блюдо, которое готовится обязательно из дичи, начинённой лавангином; также к столу подаётся плов. «Чылыма» является важным символом праздника. Обязательными атрибутами стола на праздник являются: чылыма, арбуз, халва из грецкого ореха, пахлава, семечки подсолнечника, сладости, гранат. Чыла проводили не только с семьёй, а также с соседями, односельчанами. Верили, что если вместо весело проводить праздник то и год будет хорошим.
В древности этот праздник был посвящен Митре, богу правды и света, и отмечался как ночь его рождения. В зороастрийской и митраистской традициях имелось множество преданий, описывающих эту дату.
На следующий после него день начинается зима (талыш. «зымыстон»), последний сезон года. Зима у талышей традиционно делится на четыре периода. Первые 40 дней зимы называются Јолә чылә (талыш. «старшая чыла», на так называемым центральном диалекте талышского — пилә чылә), 20 последующих дней называются рукә чылә (талыш. «младшая чыла»). Третий период имеет несколько названий: тәјә зымыстон (талыш. «пустая зима»), сијо зымыстон («черная зима»), «чыла вача» («нападобие чыла», то есть «еще меньшая чыла») — в Северном Талыше, афтаб баһуд — в Южном Талыше. Последние 10 дней зимы либо вовсе не имеют названия, либо называются идәвә (талыш. «канун праздника»), так как предшествует празднику Нового года — Навузу. Южноталышское название «афтаб баһуд» связывается с тем, что на этот период, как считается, солнце прячется за горами. На стыке јолә чылә и рукә чылә есть также период зимы, известный как «Хыдыр Наби». Он посвящен одноименному мифологическому существу и длится 7 дней (4 из них попадают на конец йола чыла, оставшиеся — на начало рукә чылә).
В конце зимы известен период чыл кындә («сорок пней»). Его название связано с тем, что этот период очень непредсказуем и для того, чтобы его пережить, нужно заранее заготовить сорок пней для печи. В народе ещё говорят: «Чыл кындән сә бе, зымыстон сә ныбе» («И сорок пней закончились, а зима не закончилась»).

### Чылә шәлә
«Чылә шәлә» («Подарки на Чыла») эта одна из талышских традиций накануне «Чыла шав». Традиция включает обязанность стороны жениха направлять в дом засватанной невесты подарки, которые включают в себя: что-то из одежды, сладости, обязательно должен быть арбуз, если нет арбуза, то заменяют тыквой или дыней.

## Этимология
Название праздника «чыла шав» происходит от двух талышских слов «чыл» — сорок, и «шәв» — ночь, буквально «сороковая ночь», «ночь чыла».